# 石好勇
石好勇（？—），男，汉族，山东潍坊人，北京大学历史学系毕业，中华人民共和国政治人物。第十四届全国政协委员，副总警监。
现任中共福建省委常委、政法委书记。

## 人物履历
2016年05月至2017年11月，吉林省延边朝鲜族自治州委常委、州人民政府副州长（挂职）。
曾任中华人民共和国国家安全部副部长。
2025年1月，任中共福建省委常委、政法委书记。